# Syrisch-Orthodoxe Kerk van Antiochië
De Syrisch-Orthodoxe Kerk van Antiochië (Syrisch: ܥܕܬܐ ܣܘܪܝܝܬܐ ܬܪܝܨܬ ܫܘܒܚܐ ܕܐܢܛܝܘܟܝܐ, ʿIdto Suryoyto Triṣaṯ Šuḇḥo D'Antiukhiya) is de kerk van de Antiocheense traditie en beschouwt zichzelf als de eerste, heilige, universele en apostolische kerk van het christendom. De Syrische benaming van de kerk luidt letterlijk in het Nederlands vertaald: De kerk van de orthodoxe lofprijzing van Antiochië. De Syrisch-orthodoxe kerk zou de continuïteit vormen van de eerste volgelingen van Jezus in Antiochië. Voor de oorsprong van de Syrisch-Orthodoxe Kerk kan verwezen worden naar Handelingen van de Apostelen 11:26, waar de volgelingen van Jezus in Antiochië christenen werden genoemd. Deze kerk was de eerste buiten Palestina en werd – volgens de traditie – gesticht door de apostelen. Het hoofd was de apostel Petrus, die volgens dezelfde traditie, in Antiochië zijn ‘apostolische stoel’ vestigde en deze later verplaatste naar Rome, waar hij nog altijd gevestigd is. Toen andere volkeren zich tot het christelijk geloof bekeerden, namen ze de naam ‘Syriërs’ over als aanduiding voor ‘christenen’.
De Syrische christenen wonen in diverse landen in het Midden-Oosten (Israël, Syrië, Libanon, Irak) en in Turkije. Zij wonen ook in Europa en Noord-Amerika.
De liturgie is in het Syrisch, een Aramees dialect. Het Aramees behoort tot de Semitische talen en wordt tot de dag van vandaag in de kerkelijke boeken gebruikt. Het zou de taal geweest zijn die Jezus Christus sprak.

## De geschiedenis van de kerk
Het concilie van Chalcedon in 451 leidde tot een schisma tussen de West-Syrische kerkgemeenschap en de Byzantijnse (en overige) Kerk. Chalcedon deed uitspraak omtrent de ‘tweenaturenleer’. De Kerk van Antiochië kon zich niet vinden in deze formulering. Zonder het Godmenselijke karakter van Christus op te geven, hielden zij vast aan de eenheid van Christus, ook in zijn natuur. Door hun tegenstanders werden zij daarom 'monofysieten' (aanhangers van de ene natuur van Christus) genoemd. Deze afscheiding ligt aan de basis van het ontstaan van de Syrisch-orthodoxe kerk. Op te merken valt dat deze kerk zich thans aanhanger van het miafysitisme noemt.
Vervolgingen van de kant van de Byzantijnen bleven niet uit. Vooral onder de keizer Justinus (519-527) waren ze hevig. Diens opvolger Justinianus (527-565) was meer gematigd. Hij gaf zelfs toestemming tot wijding van miafysitische bisschoppen. Een van hen was Jacobus Baradaeus. Vooral aan zijn werk is te danken, dat de Syriërs in de strijd niet ten onder gingen. Vandaar dat de Syrisch-orthodoxen ook Jacobieten genoemd worden. De term orthodox (of lett. juiste lofprijzing in het Syrisch) werd tevens toegevoegd achter "Syrisch". De kerk beschouwde zich immers onterecht veroordeeld na het Concilie van Chalcedon nu zij als monofysieten werden gezien. De term impliceert dan ook dat de Syrisch-orthodoxe kerk de enige voortzetting is van de oorspronkelijke Kerk van Antiochië.
Tot het jaar 518 bleef het patriarchaat in Antiochië. Daarna werd het naar verschillende kloosters verplaatst, o.a. bij Edessa, later Militene, Amida, Mardin (tot 1933), Homs. Sinds 1959 is het gevestigd in Damascus.
In de 18e eeuw is uitgaande van de Syrisch-Orthodoxe Kerk de Syrisch-Katholieke Kerk ontstaan.

## Geloofsbeleving
De Bijbel, als het geïnspireerde Woord Gods, is het fundament waarop alle christelijke geloofsprincipes berusten. De Overlevering wordt ook erkend. Verder erkent en belijdt de Syrisch-orthodoxe kerk alleen de credo's, opgesteld en aanvaard tijdens de eerste drie oecumenische concilies gehouden te Nicea (325), Constantinopel (381) en Efeze (431).
De Syrisch-Orthodoxe Kerk is niet onderworpen aan de paus van Rome. Wel bestaan er oecumenische contacten met de rooms-katholieken.
De volgende sacramenten maken een essentieel deel uit van het leven van de Syrische christenen:
1. de doop;
2. de heilige olie (chrisma);
3. de eucharistie;
4. de biecht;
5. de priesterwijding;
6. de ziekenzalving;
7. het huwelijk.

Karakteristiek voor de liturgie van de Syrisch-orthodoxen, in de Syrische taal, is het grote aantal anafora (eucharistische gebeden); meer dan zeventig rijke omvangrijke smeekgebeden met daarin de consecratie. Heden ten dage beperkt men zich, over het algemeen, tot twee anafora tijdens een viering. De hymnen, die de Kerk tot vandaag nog gebruikt, zijn afkomstig van de heilige St. Efrem de Syriër. In tegenstelling tot de meeste andere orthodoxe kerken, bevindt zich in de Syrisch-orthodoxe kerk geen iconostase, maar een gordijn dat het altaar scheidt van de gewone gelovigen.
Opvallend is ook het aantal vastenperiodes. Men vast streng en onthoudt zich normaliter op woensdag en vrijdag van dierlijk voedsel (met uitzondering van vis).
Binnen de Syrisch-orthodoxe kerk wordt er verder in de volgende periodes gevast:
- Vasten voor Kerstmis: 10 dagen;
- Vasten voor Pasen: 50 dagen (dit is inclusief één week vasten van de Goede Week);
- Vasten van de apostelen: 3 dagen;
- Vasten van Maria: 5 dagen;
- Vasten van Nineve: 3 dagen.

Bij het vasten van Nineve wordt er drie dagen ononderbroken niets gegeten en gedronken ter ere van de profeet Jona die volgens het Oude Testament drie dagen in de buik van een vis overleefde.

## Hiërarchie
De Syrisch-Orthodoxe Kerk kent verschillende ordes in de hiërarchie. Zo kent men enerzijds een hiërarchie voor het priesterschap en anderzijds een hiërarchie voor diakenen.

### Diakenen
De kerk heeft verschillende rangen voor diakenen. Deze zijn van laag naar hoog de volgende:
1. Zanger (mzamrono)
2. Lezer (qoruyo)
3. Subdiaken (afedyaqno)
4. Diaken (shamosho ewangeloyo)
5. Aartsdiaken (argedyakon)

De rang bij de diakenen kenmerkt zich door het orarion wat een diaken draagt. Het aantal rangen binnen het diakenschap is alleen van toepassing bij mannen. Vrouwen kunnen weliswaar gewijd worden tot diakones, maar de wijding blijft beperkt tot slechts één rang.

### Priesterschap

#### Priesters
Binnen het priesterschap kent men binnen de kerk twee ordes. Enerzijds zijn er de gehuwde priesters en anderzijds is er de monnikenorde. Priesters mogen binnen de Syrisch-orthodoxe kerk gehuwd zijn, zolang het huwelijk plaats heeft gevonden vóór de priesterwijding.
De kerk kent twee rangen bij de gehuwde priesters:
1. Priester (qasho of qashiesho)
2. Chorepiskopos of aartspriester (chor-efisqufo of chori)

De priesters binnen de Syrisch-orthodoxe kerk leven in principe tussen de gemeenschap en zijn normaliter voorganger in de kerkelijke dienst. Het priesterschap is enkel voorbehouden aan mannen.

#### Monnikenorde en de metropolieten
De tweede orde bestaat uit monniken. Deze zijn altijd ongehuwd en leven niet tussen de gemeenschap, maar in kloosters. De monniken kan men verdelen in priestermonniken (dayroye kohne) en niet-priestermonniken (dayroye sharwoye). Uit de priestergewijde monniken komen de aartsbisschoppen of de metropolieten voort. Uit deze laatste wordt uiteindelijk een katholikos en-/of een patriarch gekozen. De rangorde, van laag naar hoog is als volgt:
1. Monnik (dayroyo sharwoyo, niet tot priester gewijd)
2. Priestermonnik (dayroyo kohno of raban, wel tot priester gewijd)
3. Episkopos of bisschop (efisqufo, deze titel wordt zelden gegeven)
4. Aartsbisschop of metropoliet (hasyo, metrofolito)
5. Katholikos of mafriaan (mafiryono)
6. Patriarch (fateryargo)

## Situatie

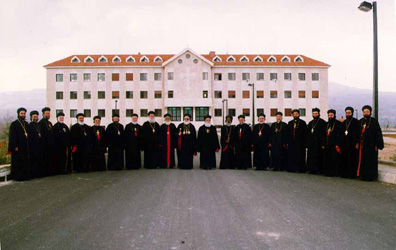
Wijlen patriarch Zakka I Iwas met de aartsbisschoppen van de Heilige Synode in Saydnaya, Damascus

Patriarch van de Syrisch-Orthodoxe Kerk van Antiochië is sinds 30 maart 2014 Ignatius Aphrem II Karim. Hij wordt beschouwd als de 123e patriarch in de apostolische successie. Aphrem II is de opvolger van Mor Ignatius Zakka I Iwas, die overleed op 21 maart 2014. De patriarchale zetel "Bab Touma" van de kerk is in Damascus. De patriarch verblijft echter in een klooster in Saydnaya, een plaats nabij Damascus. De kerk heeft ca. 40 aartsbisdommen.
De gemeenschap telt wereldwijd ruim 1,4 miljoen leden. Het merendeel daarvan woont in India.
De gelovigen woonden oorspronkelijk vooral in het Midden-Oosten en in India. Inmiddels is deze kerk echter wereldwijd present. Het begon met het vertrek van bijna alle vervolgde Syriërs uit Turkije. Zij ontvluchtten de strijd tussen de Koerdische PKK en het Turkse leger. Velen uit Syrië volgden sindsdien, soms om politieke redenen, vaak uit economische motieven. Zij vonden een nieuw bestaan in Europa, Canada of de V.S.
De Syrisch-orthodoxen in het Westen trachtten de hiërarchie en de infrastructuur opnieuw vorm te geven. Talrijke priesters, leraren en diakenen werden aangesteld en gewijd. In 1977 heeft men een voormalig schoolgebouw bij het centrum van Hengelo omgevormd tot de eerste Syrisch-orthodoxe kerk van Nederland.
In Nederland wonen relatief veel Syrisch-orthodoxen, naar schatting zo'n ± 20.000. In België en Frankrijk zijn er naar schatting 15.000 Syrisch-orthodoxen. Het spirituele centrum van de Syriërs in Nederland bevindt zich in Glane, een klein Twents dorp in de omgeving van Enschede. In het aldaar gevestigd Mor Ephrem Klooster resideert sinds april 2007 aartsbisschop Mor Polycarpus Augin Aydin als Syrisch-orthodox leider van de kerk in Nederland. Hij is – in het St. Ephrem klooster – de opvolger van Mor Julius Yeshu Çiçek.

### Parochies in Nederland
Er zijn in Nederland dertien Syrisch-orthodoxe parochies, het merendeel bevindt zich in Twente.
| Aartsbisdom van Nederland o.l.v. Mor Polycarpus Augin Aydin | Aartsbisdom van Nederland o.l.v. Mor Polycarpus Augin Aydin | Aartsbisdom van Nederland o.l.v. Mor Polycarpus Augin Aydin | Aartsbisdom van Nederland o.l.v. Mor Polycarpus Augin Aydin | Aartsbisdom van Nederland o.l.v. Mor Polycarpus Augin Aydin                                                                                |
| Parochie                                                    | Plaats                                                      | Sinds                                                       | Priester                                                    | Bijzonderheden |
| ----------------------------------------------------------- | ----------------------------------------------------------- | ----------------------------------------------------------- | ----------------------------------------------------------- | --- |
| Apostel Johannes Kerk                                       | Hengelo                                                     | 1977                                                        | Abuna Samoil Doğan                                          | Eerste Syrisch-orthodoxe parochie in Europa                                                                                                |
| St. Jacob van Sarug Kerk                                    | Enschede                                                    | 1982                                                        | Abuna David Çitgez (opvolger van Abuna Paulus Akman)        | De eerste Syrisch-orthodoxe pastoor die gewijd werd in Nederland was aartspriester Paulus Akman, pastoor van de St. Jacobkerk te Enschede. |
| Moeder Godskerk                                             | Amsterdam                                                   | 1985                                                        | Abuna Saliba Antonios                                       | Rijksmonument, Keizersgracht |
| St. Sharbel Kerk                                            | Amsterdam                                                   | 1993                                                        | Abuna Yohanna Lahdo                                         | Burgemeester Eliasstraat Amsterdam-Slotermeer                                                                                              |
| St. Ignatius Nurono Kerk                                    | Rijssen                                                     | 1994                                                        | Abuna Zeki Dag                                              | Eerste niet-aangekochte Syrisch-orthodoxe parochie in Nederland                                                                            |
| Moeder Gods Mariakerk                                       | Hengelo                                                     | 1996                                                        | Abuna Yuhanes BarSaliba                                     | Voormalig priester Chory Gabriel Kaya |
| St. Kuryakos Kerk                                           | Enschede                                                    | 1998                                                        | Abuna Samuel Esen                                           | |
| St. Shemun dZeyte Kerk                                      | Oldenzaal                                                   | 2001                                                        | Abuna Hanna Basut                                           | |
| St. Gabriël Kerk                                            | Badhoevedorp                                                | 2008                                                        | Abuna Samuel Abdallah                                       | Géén officieel ingewijde kerk |
| St. Augin Kerk                                              | Hengelo                                                     | 2010                                                        | Abuna Simon Saliba                                          | Géén officieel ingewijde kerk |
| St. Petrus en Paulus Kerk                                   | Enschede                                                    | 2011                                                        | Abuna Constantijn Abdo                                      | Vanaf 2017 is er een nieuwe kerk aangekocht op het Leunenberg op de plek van de voormalige Verrijzeniskerk.                                |
| St. Osyo en St. Aho Kerk                                    | Hengelo                                                     | ?                                                           | Abuna Robil Malki                                           | |
| St. Matta Kerk                                              | Duivendrecht                                                | ?                                                           | Abuna Matay Abdelmasih                                      | |